# Povaljski prag

Povaljski prag najstariji je pisani spomenik hrvatskog staroslavenskog jezika na hrvatskoj ćirilici. Čuva se izložen u Muzeju hrvatskih arheoloških spomenika u Splitu. To je natpis na nadvratniku (pragu) opatije sv. Ivana Krstitelja u Povljima na Braču isklesan ubrzo nakon 1184. godine. Građen je od bijelog bračkog kamena te ima dužinu 124 cm te širinu od oko 22 cm.

## Sadržaj
Natpis govori o majstoru Radonji koji je na starokršćanskoj krstionici, koja je imala poslužiti kao samostanska crkva, izradio opatijska vrata. Dalje stoji kako je knez Brečko, želeći imati udio, darovao samostanu određene zemljišne posjede na otoku. Isti se podatci navode i u Povaljskoj listini.
Na sredini je uklesan križ na kružnoj pozadini koji dijelu lijevu od desne strane natpisa.
Na spomeniku se nalazi sljedeći tekst:
„Ja majstor imenom Radonja izradih ova vrata radi Gospodina Boga i da budem dionik u ovoj crkvi”.

„Knez Brečko se založi da bude dionik crkve sv. Ivana i dade njoj zemlje po Koncu”.

## Poveznice
- Povlja
- Povaljska listina

### Članci
- Kovačić, Slavko. 1984. Povaljska listina i Povaljski prag. Crkva u svijetu. Sveučilište u Splitu - Katolički bogoslovni fakultet. Split. 19 (4): 407–412

### Mrežna sjedišta
- Povaljski prag. Hrvatska enciklopedija, mrežno izdanje journal zahtijeva |journal= (pomoć)